# 에른스트 비트
에른스트 비트(독일어: Ernst Witt, 1911년 6월 26일 ~ 1991년 7월 3일)는 독일의 수학자이다. 추상대수학과 이차 형식의 이론에 크게 공헌하였다.

## 생애
1911년 6월 26일 당시 독일령의 알스섬(덴마크어: Als)에서 태어났다. 알스섬은 당시 독일령이었지만 1920년에 덴마크령이 되었다. 아버지 하인리히 비트(독일어: Heinrich Witt)는 개신교 선교사였고, 어머니는 샤를로테 옙센(독일어: Charlotte Jepsen)였다. 하인리히 비트는 중국 즈장(당시 중국어: 沅州, 병음: Yuánzhōu 위안저우[*], 한자음: 원주)에서 선교하고 있었는데, 잠시 2년 동안 알스섬으로 휴가를 나왔고, 여기서 에른스트 비트가 태어났다. 이후 하인리히 비트는 후난성 창사 시로 가 선교를 계속하였다. 이 때문에 비트는 유년을 중국에서 보냈고, 1920년 봄에 9세 때 독일에 귀국하여 프라이부르크 현 뮐하임(독일어: Müllheim)에서 삼촌과 살게 되었다.
비트는 이후 프라이부르크 대학교와 괴팅겐 대학교에서 에미 뇌터 아래 수학을 공부하였다. 1933년 1월 30일에 나치 당이 독일에서 정권을 잡았고, 비트는 1933년 5월 1일 나치 당원이 되었다. 유대인이었던 에미 뇌터는 나치 독일의 반유대주의 정책에 의하여 1933년에 강제로 해임되었다. 뇌터는 1933년 여름에 저택에서 사적으로 유체론 세미나를 열었는데, 이 때 비트는 나치 돌격대 제복을 입고 참석하였다. 비트는 1934년에 박사 학위를 수여받았으며, 공식적인 지도 교수는 뇌터가 아니라 구스타프 헤르글로츠로 수록되었다. 이후 비트는 괴팅겐 대학교의 헬무트 하세의 조교가 되었다. 1936년에 하빌리타치온을 획득하였다. 1937년에 푸앵카레-버코프-비트 정리를 증명하였다. (조지 데이비드 버코프는 같은 정리를 거의 동시에 독자적으로 증명하였다.)  또한, 1937년에 이차 형식의 대수적 이론을 제창하였다.
1937년에 나치 독일은 유대인과 결혼한 사람을 교수직에서 해임시켰다. 에밀 아르틴의 아내는 유대인이었으므로 아르틴은 함부르크 대학교에서 해임당하였고, 미국으로 망명하였다. 1938년에 비트는 아르틴이 비운 교수직을 채워 조교수가 되었고 1939년에 정교수가 되었다. 1940년에 수학자인 에르나 바노프(독일어: Erna Bannow)와 결혼하였고, 두 딸을 두었다.
1941년에 제2차 세계 대전에 징집되었으나 병으로 인하여 베를린에서 암호 해독을 맡았다. 전후 체포되었으며, 나치 당의 지지 때문에 함부르크 대학교에서 해고당했다. 그러나 동료 교수들의 지지로 인하여 1947년에 함부르크 대학교로 복귀하였다.
1979년에 은퇴하였다. 1991년에 함부르크에서 사망하였다.

## 같이 보기
- 리치 격자
- 웨더번 정리

## 참고 문헌
1. ↑  Schappacher, Norbert; Scholz, Erhard (1996년 12월). “Letter to the editor: How to write about Teichmüller”. 《The Mathematical Intelligencer》 (영어) 18 (1): 5–7. doi:10.1007/BF03024810.
2. ↑  Witt, Ernst. “Theorie der quadratischen Formen in beliebigen Körpern”. 《Journal für die reine und angewandte Mathematik》 (독일어) 1937 (176): 31-44. doi:10.1515/crll.1937.176.31. ISSN 0075-4102. JFM 62.0106.02. Zbl 0015.05701.